# Орден на Британската империя
Орденът на Британската империя (на английски: Order of the British Empire или Most Excellent Order of the British Empire) е британски рицарски орден, учреден от крал Джордж V на 4 юни 1917 г. Принадлежността към него се обозначава с почетен знак, също наречен орден.
Орденът на Британската империя има пет класа и граждански и военен вариант:
- Рицар (Knight Grand Cross) или Дама на големия кръст (Dame Grand Cross) на Ордена на Британската империя, съкратено означение на титлата GBE
- Рицар-командор (Knight Commander), съкратено KBE или Дама-командор (Dame Commander) на Ордена на Британската империя, съкратено DBE
- Командор (Commander) на Ордена на Британската империя, съкратено CBE
- Офицер (Officer) на Ордена на Британската империя, съкратено OBE
- Член (Member) на Ордена на Британската империя, съкратено MBE

Присъждането на ордена се извършва от суверена на ордена Чарлз III по препоръка на правителството.
Девизът на ордена е „За Бог и Империята“ (For God and the Empire). Официалният параклис на ордена се намира в катедралата „Сейнт Пол“. Това е най-младшият от британските рицарски ордени и с най-много кавалери по света – над 100 000.

## История и процедура
По време на Първата световна война участват много хора не само от Великобритания, а и от други части на Британската империя, които проявяват героизъм както в бойни действия, така и в цивилния живот. Затова е необходимо ново почетно отличие, което да може да се присъжда на по-широк кръг хора. За първи път сред носителите му могат да са жени и чужденци. От 1918 нататък се учредяват два варианта – граждански и военен, а след приключването на войната орденът се използва за отбелязване на много по-широк кръг от хора за особени заслуги към държавата.
Днес Орденът на Британската империя е рицарският орден на британската демокрация. Единствен критерий за присъждането му са значителни заслуги и постижения в широк кръг от сфери. Чуждестранни граждани също могат да стават кавалери на ордена за заслуги към Обединеното кралство. По света днес има над 100 000 носители на различните му класове, макар че има и случаи на отказ или връщане на отличието (например Джон Ленън като част от борбата му за мир).
Макар че официално се присъжда от суверена, препоръката за номинациите се прави от правителството. Канцеларията на правителството (на английски: Cabinet Office) има специален секретариат за това – Honours and Appointments Secretariat .

### Титулуване
Удостояването с двете най-високи степени на ордена на Британската империя Рицар/Дама и Рицар-командор/Дама-командор често съкратено се нарича удостояване с рицарско звание, а носителите му автоматично получават титлата сър/дейм („Sir“ (за мъж) или дейм „Dame“ (за жена)) отпред пред малкото име.
На личности извън Обединеното кралство също може да се дават Почетни рицарски звания, които дават право на поставяне на съкратено означение на наградата само след името (post-nominal), но не и отпред.